# Потомакская армия (Север)
Потомакская армия (англ. Army of the Potomac) — главная полевая армия сил Союза на Восточном театре Гражданской войны в США.

## История
Потомакская армия была сформирована в 1861 году, первоначально в размере одного корпуса. Первое время она называлась Армией Северо-Восточной Вирджинии и с таким названием участвовала в первом крупном сражении гражданской войны — Первом сражении при Булл-Ране, где ей командовал Ирвин Макдауэлл.

### Создание армии
26 июля 1861 года генерал Джордж МакКлеллан возглавил Военную Дивизию Потомака и приступил к формированию армии. По его плану предполагалось сначала создать бригады, затем свести их в дивизии, а уже позже, на поле боя, сформировать корпуса. Он решил так исходя из соображения, что неопытным офицерам нельзя доверять сразу командование целым корпусом. Формированием бригад занимался бригадный генерал Фицджон Портер, формированием артиллерии — Уильям Бэрри, формированием кавалерии — Джордж Стоунман. Главнокомандующий Уинфилд Скотт предложил ограничиться бригадами, поскольку в Мексиканскую войну обошлись без дивизий, однако Макклелан обратил его внимание, что в Мексике Скотт командовал значительно меньшими силами. 20 августа был издан приказ о формировании собственно Потомакской армии.
По плану Макклелана, было решено, что дивизия будет состоять из трех пехотных бригад и одного кавалерийского полка. Бригада должна состоять из четырёх пехотных полков и артиллерийской батареи. Дивизия должна была насчитывать 12 000 пехоты, 1000 кавалерии и 24 орудия.
Эта армия постоянно росла. В июле она насчитывала 50 000 чел., в сентябре 122 000, в ноябре 168 000, а к концу года 192 000 чел. МакКлеллан не соглашался с планами медленного удушения Юга, а предлагал разбить противника в одном большом сражении, для чего требовал создания крупной армии.
В августе 1861 года Потомакская армия состояла из трех дивизий (Бэнкса, Дикса и Маккола) и приданных им отдельных бригад, которыми командовали: Луис Бленкер, Дариус Кауч, Уильям Франклин, Самуэль Хэйнцельман, Джозеф Хукер, Оливер Ховард, Дэвид Хантер, Филип Карни, Эразмус Киз, Исраель Ричардсон, Уильям Шерман, Дениель Сиклс, Уильям Смит и Чарльз Стоун.
В январе 1862 года армия состояла из 15-ти пехотных дивизий, артиллерийского и кавалерийского резервов. Дивизии возглавляли:
- Генерал-майор Натаниель Бэнкс
- Бригадный генерал Луис Бленкер
- Бригадный генерал Сайлас Кейси
- Бригадный генерал Джон Дикс
- Бригадный генерал Уильям Франклин
- Бригадный генерал Самуэль Хейнцельман
- Бригадный генерал Джозеф Хукер
- Бригадный генерал Эразмус Киз
- Бригадный генерал Фредерик Лендер
- Бригадный генерал Джордж Маккол
- Бригадный генерал Ирвин Макдауэлл
- Бригадный генерал Фицджон Портер
- Бригадный генерал Уильям Смит
- Бригадный генерал Чарльз Стоун
- Бригадный генерал Эдвин Самнер

### Кампания на полуострове
К моменту высадки у форта Монро Потомакская армия насчитывала 50 000 человек, но ко времени начала активных боевых действий её численность выросла до 121 500 человек. Армия состояла из четырёх корпусов и нескольких отдельных подразделений:
- I Корпус генерала Ирвина Макдауэлла (в ходе кампании стоял под Вашингтоном)
- II Корпус бригадного генерала Эдвина Самнера. Дивизии: Исраэля Ричардсона и Джона Седжвика.
- III Корпус бригадного генерала Самуэля Хейнцельмана. Дивизии: Фицджона Портера, Джозефа Хукера и Чарльза Гамильтона[англ.].
- IV Корпус бригадного генерала Эразмуса Кейеса. Дивизии: Дариуса Кауча, Уильяма Смита и Сайласа Кейси[англ.].
- V корпус генерал-майора Натаниеля Бэнкса. Дивизии: Альфеуса Уильямса, Джона Шилдса и кавалерия Джона Хэтча
- 1-я дивизия I корпуса, бриг. генерала Уильяма Франклина.
- Пехотный резерв бригадного генерала Джорджа Сайкса.
- Кавалерия Джорджа Стоунмана.
- Гарнизон форта Монро (12 000 чел.) под командованием Джона Вула.

18 мая президент поручил Макклеллану сформировать два дополнительных временных корпуса: Пятый и Шестой. В результате этого переформирования Потомакская армия приняла следующий вид (без учёта корпуса Макдауэлла):
- II Корпус генерала Эдвина Самнера. Дивизии Исраэля Ричардсона и Джона Седжвика.
- III Корпус генерала Самуэля Хейнцельмана. Дивизии: Джозефа Хукера и Филипа Керни.
- IV Корпус генерала Эразмуса Кейеса. Дивизии: Дариуса Кауча и Сайласа Кейси[англ.].
- V корпус генерала Фицджона Портера, дивизии Джорджа Морелла и Джорджа Сайкса.
- VI корпус генерала Уильяма Франклина, дивизии Уильяма Смита и Генри Слокама.

### Северовирджинская кампания
В августе 1862 года, когда южане начали наступление против Вирджинской армии в Северной Вирджинии, Потомакская армия находилась в процессе переброски с Вирджинского полуострова на север. 3 корпуса (Третий, Пятый и Девятый) успели присоединиться к армии Джона Поупа и участвовали во втором сражении при Булл-Ран.
См. также Вирджинская армия во втором сражении при Булл-Ран

### Мерилендская кампания
2 сентября Джордж Макклелан снова стал главнокомандующим федеральной армией. 12 сентября Потомакская армия Макклелана была слита с корпусами расформированной Вирджинской армии. III корпус слишком сильно пострадал в предыдущих боях и был оставлен в Вашингтоне, IV корпус остался на Вирджинском полуострове (кроме дивизии Кауча), а XI корпус был оставлен в Сентервилле, чтобы прикрывать подступы к Вашингтону. В итоге в распоряжении Макклелана осталось 6 корпусов общей численностью около 84 000 человек. Армия переживала организационные трудности, связанные с последствиями булл-ранского разгрома и с переездом из Вирджинии. Макклеллан считал, что армии необходимо время на реорганизацию, но так как южане вторглись в Мериленд, он решил действовать незамедлительно и 4 сентября выступил на запад из Вашингтона. Его шеф артиллерии, Генри Хант, прямо на марше наводил порядок в артиллерийских частях.
14 сентября Макклеллан атаковал противника в Южных горах, заставив южан отступить с перевалов к Шарпсбергу. В этом сражении армия потеряла 443 человек убитыми, 1 807 ранеными и 75 пропавшими без вести.
17 сентября произошло сражение при Энтитеме, в ходе которого армия потеряла 2 108 человек убитыми, 9 549 ранеными и 753 пленными и пропавшими без вести. В сражении погиб корпусной командир Джозеф Мансфилд, дивизионные командиры Исаак Родман и Исраэль Ричардсон.

### Армия при Бернсайде
За время своего существования Потомакская армия претерпела много преобразований. При Бернсайде она была разделена на три гранд-дивизии по два корпуса в каждом и приняла такой вид:
- Правая гранд-дивизия, под командованием генерал-майора Эдвина Самнера: II корпус Дариуса Кауча и IX корпус Орландо Уилкокса
- Центральная гранд-дивизия, под командованием генерал-майора Джозефа Хукера: III корпус Джорджа Стоунмана и V корпус Дэниеля Баттерфилда
- Левая гранд-дивизия, под командованием генерал-майора Уильяма Франклина: I корпус Джон Рейнольдс и VI корпус Уильяма Смита.
- XI корпус Франца Зигеля был оставлен в резерве. XII корпус Генри Слокама находился в Харперс-Ферри все время сражения.

### Армия при Хукере
Хукер отменил гранд-дивизии. Хукер же впервые свёл всю кавалерию в отдельный кавалерийский корпус.
См. также: Потомакская армия в сражении при Чанселорсвилле

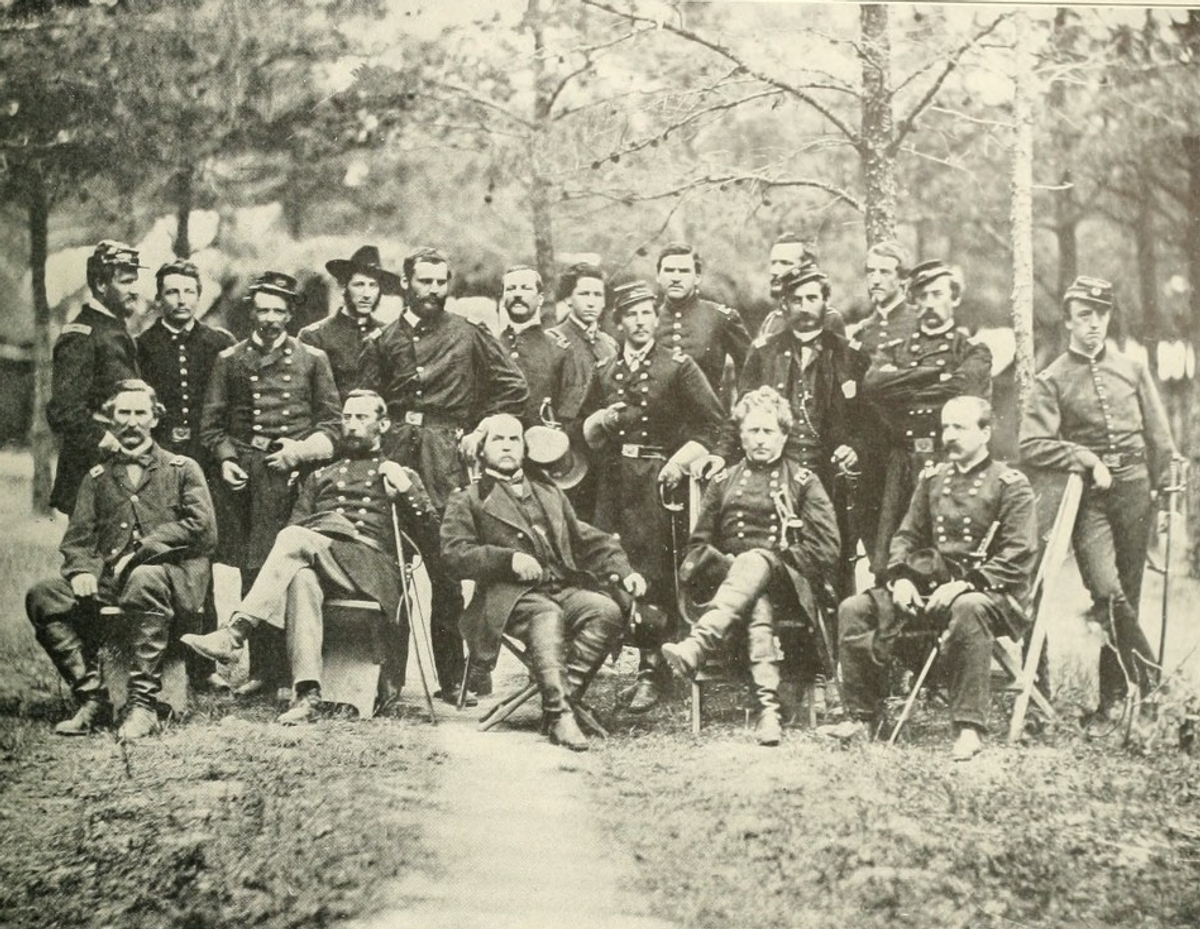
Генерал Джозеф Хукер и штаб Потомакской армии в июне 1863 года

В мае 1863 года Потомакская армия столкнулась с проблемой реорганизации. Она была связана в основном с резким сокращением её численности: в мае — июне заканчивались сроки службы 53-х пехотных полков, в которых служили 30 500 человек, то есть, 27 % всей армии. Это произошло потому, что в первые недели войны два штата, Нью-Йорк и Мэн, набирали добровольцев на 2 года службы, а не на 3 года, как остальные штаты. Кроме того, в кризисный период августа-сентября 1862 года было набрано примерно 16 700 человек в Пенсильвании и Нью-Джерси на 9 месяцев службы. 13 мая Хукер сообщил президенту, что его армия сократилась до примерно 80 000 человек — как из-за потерь при Чанселорсвилле, так и из-за расформирования полков. И ещё 25 полков предстояло расформировать в июне. Хукер утверждал, что если не прислать дополнительные части, то армия с 1 мая по 1 июля 1863 года сократится на 48 000 человек.

### Армия при Миде
В конце 1863 года два корпуса (XI и XII) были отправлены на Запад, а в 1864 году генерал Грант реорганизовал армию, расформировав I и III корпуса и распределив их дивизии по II, V и VI корпусам.
Это нововведение Гранта вызвало в армии резкое неприятие и считалось не самым удачным из его шагов. К 1864 году у солдат-северян уже выработалась особая корпоративная гордость за свой полк, бригаду, дивизию и особенно корпус, бывший для них как бы маленькой армией. Со времен Хукера они носили на кепи отличительные кокарды и привыкли называть себя ветеранами того или другого корпуса, от чего теперь приходилось отказываться. 
IX корпус Бернсайда действовал совместно с Потомакской армией с начала Оверлендской кампании, и только после Норт-Анны был включен в её состав. Перед сражением в Глуши армия имела такой вид:
- II Корпус Уинфилда Хэнкока
- V Корпус Говернора Уоррена
- VI Корпус Джона Седжвика
- отдельно: IX Корпус Эмброуза Бернсайда
- Кавалерийский корпус Филиппа Шеридана

Потомакская армия сражалась во всех кампаниях на Востоке. Когда война закончилась, армия участвовала в Большом Смотре в Вашингтоне, после чего 28 июня 1865 года была расформирована.

## Известные подразделения
Потомакская армия, действовавшая вблизи крупных городов Севера, пользовалась пристальным вниманием газетчиков. Благодаря этому вниманию подразделения армии получили широкую известность у публики. Некоторые подразделения стали особенно популярными (Филадельфийская бригада, Ирландская бригада, 1-я Нью-Джерсийская бригада, Вермонтская бригада, «Железная бригада»).
| Корпусные знаки различия                                               |
| ---------------------------------------------------------------------- |
| - I корпус - II корпус - III корпус - IV корпус - V корпус - VI корпус |

## Командиры
- Бригадный генерал Ирвин Макдауэлл: Командующий армией департамента Северо-Восточной Вирджинии(27 мая — 25 июля 1861)
- Генерал-майор Джордж Макклелан: Командующий армией департамента Потомак (26 июля 1861 — 9 ноября 1862)
- Генерал-майор Эмброуз Бернсайд:Командующий Потомакской армией (9 ноября 1862 — 26 января 1863)
- Генерал-майор Джозеф Хукер: Командующий армией и департаментом Потомак (26 января — 28 июня 1863)
- Генерал-майор Джордж Мид: командующий потомакской армией (28 июня 1863 — 28 июня 1865) генерал-майор Джон Парке четыре раза замещал Мида в этой должности;